# 요한의 복음서

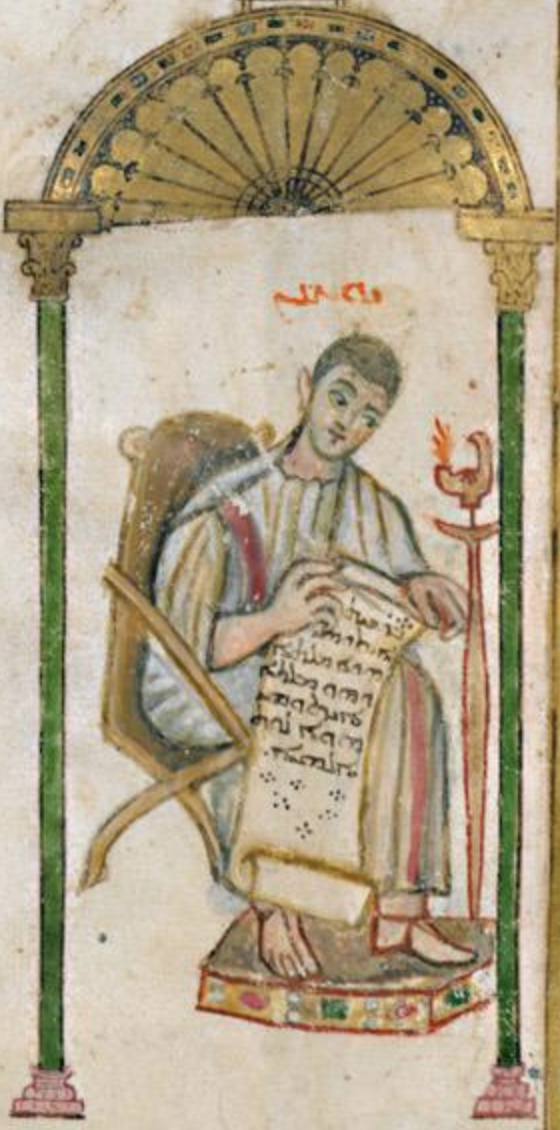

요한의 복음서(공동번역개정판), 요한복음(개신교 개역개정), 요한 복음서(천주교)는 공관 복음서와 더불어 4복음서를 이루는 복음서이다.
예수의 공생애를 일곱 개의 기적을 중심으로 하여 도식적으로 설명한다. 일곱 기적은 베타니아의 라자로의 부활로 마무리된다. 라자로의 부활은 예수 자신의 부활을 예고하는 의미를 담고 있는 것으로 해석된다. 더불어 일곱 개의 자기선언이 적혀있는데, 부활한 예수를 만난 사도 토마가 "나의 주님이시요 나의 하느님"이라고 고백하는 부분에서 마무리된다. 이 복음서의 목적은 20장의 마지막 구절에서 "너희로 예수께서 하느님의 아들 그리스도이심을 믿게 하려 함이요 또 너희로 믿고 그 이름을 힘입어 생명을 얻게 하려 함이니라"라고 명시된다.
현재와 같은 구성은 서기 90~110년경에 성립된 것으로 보나, 그 기원은 서기 70년경 또는 그 이전으로 거슬러올라간다고 본다. 다른 세 복음서들과 마찬가지로 저자가 명시되어있지는 않지만, 전통적으로 예수가 사랑한 제자가 그 저자로 지목된다. 요한 공동체 안에서 집필된 것으로 보며, 요한 서신 및 요한계시록과 문체와  내용에 밀접한 관련이 있다는 까닭에 이들을 한데 묶어 요한문서라 부르기도 한다.

## 명칭
- 고대 그리스어: κατὰ Ἰωάννην εὐαγγέλιον, τὸ εὐαγγέλιον κατὰ Ἰωάννην
- 라틴어: Evangelium secundum Ioannem
- 영어: Gospel According to John
- 공동번역: 요한의 복음서(福音書)
- 천주교: 요한 복음서(福音書)[12]
- 개역성경: 요한 복음(約翰福音)

## 저자
요한복음서의 저자는 마태오(마태), 마르코(마가), 루가(누가) 등 다른 복음서 저자들과는 다른 전승을 바탕으로 성경을 쓴 것으로 보인다. 요한 복음서는 '공관 복음서'라 불리는 다른 복음서들과 내용이 약간 다르기 때문이다. 그러나 예수의 수난과 부활을 비롯한 주요 행적과 그 가르침은 다른 복음서들과 마찬가지로 예수는 그리스도라는 점을 명백히 증거하고 있으며, '예수께서 그리스도이자 하느님의 아들이심을 믿어 영원한 생명을 얻게 하려고 한다.'라는 저작목표를 밝히고 있다. 전통적으로 사도 요한이 쓴 것으로 추정되어왔으나, 성서학자들은 요한 복음서의 저자가 요한 학파라고 불리는 신학공동체 일원이며, 최소 2명 이상일 것으로 보는 시각도 있다. 이는 요한 복음서 21장이 후대에 가필되었다는 성서학계의 학설에 근거한 것이다.

## 편집시기
90년에서 100년에 최종 편집되었다는 주장이 유력하며, 에페소에서 쓰였다는 주장을 의문시하는 시각도 있다.

## 내용
공관 복음서들과 여러 면에서 차이를 보인다. 예수께서 최후의 만찬 때 정작 만찬 내용은 과감히 생략되었고, 제자들의 발을 씻겨주신 세족례 등 다른 복음서에는 없는 내용이 들어있고 예수의 설교도 다른 복음서들과 달리 교리를 직설적인 문체로 길게 해설하는 경우가 많다. 또한 예수가 가나 혼인잔치에서 보인 기적(물을 포도주로 만듦)을 첫 번째 표적이라고 적음으로써 기독교가 기존의 유대교보다 우월하다고 주장하고 있다. 요한의 복음서의 가장 큰 특징은 헬라 철학적 개념을 기독교 신학에 활용했다는 것과 그리스도로서 표징을 보여준 것, 가현설을 거부한 것이다. 요한 복음서 서두에 그리스도를 사람이 되신 말씀(Logos)이라고 설명하여, 그리스도를 만물의 원천으로 소개한다. 공관복음서와 달리 요한복음서에서 예수는 자신이 그리스도라는 증명을 명확하게 하며, 그리스도로서 십자가 수난을 숙명적으로 의연하게 받아들인다. 또한 예수가 십자가에서 숨을 거두었을 때, 당시 로마병사 중 한 명이 예수의 사망을 확인하고, 옆구리를 창으로 찔렀는데, 이때 피와 물이 나왔다는 설명을 하고 있다. 이는 예수는 사람의 가면을 썼을 뿐, 사람이 아니라고 주장하던 헬라계 이원론적 철학을 수용한 가현설을 반박하려는 신학적인 의도가 담긴 설명이다.

## 사랑의 전도서
이 복음서는 일명 사랑의 전도서라 불릴 만큼 하느님의 사랑과 그의 외아들 예수의 인류에 대한 사랑으로 점철되어 있다. 성경 전체에서 의미하는 주요 메시지와 핵심, 즉 사랑은 요한복음의 단 한 줄의 구절로 나타나 있다고 보아도 과언이 아니다.
| “ | 하느님께서는 세상을 너무나 사랑하신 나머지 외아들을 내주시어, 그를 믿는 사람은 누구나 멸망하지 않고 영원한 생명을 얻게 하셨다. | ” |
|   | — 요한복음서, 3장 16절 |   |

요한이 가졌던 믿음에 의한 구원은 바울로의 신학에서도 그대로 나타나 있다. 요한 복음서에서는 네 주 하느님을 '네 몸과 마음과 정성을 다하여 경외하며, 네 이웃을 네 몸과 같이 사랑하라.'라는 구절이 2번 언급되고 있다. 이것이 기독교인이 갖추어야 할 삶의 태도인 것이다. 바울로 또한 사랑은 율법의 완성이라고 여러번 언급하고 있으며, 고린토 전서 13장에서 가장 구체적으로 사랑의 위력에 대해서 이야기하고 있다. 사랑으로 역사하는 믿음을 기독교인의 정수로 본 것이다. 이 두 저자의 교리는 여러 가지 면에서 매우 일맥상통한다.

## 사랑하는 제자
성서학계에서는 요한 복음서에 나오는 사랑하는 제자(애제자)의 정체에 대해 다양한 해석을 하고 있다. 마티아, 사도 요한, 마르코(마가), 라자로(나사로), 사도 토마스(도마), 아리마태아 요셉(아리마대 요셉), 요한 마르코(요한이라는 히브리이름과 마르코라는 헬라 이름을 가진 마르코. 성서연구자들은 요한 마르코를 사도행전에 나오는 사도 바울로의 동역자 성 바르나바의 조카로 해석한다.), 상징적인 인물 등으로 추정하고 있다. 예수가 사랑했다는 제자는 전통적으로 사도 요한으로 알려져 있으나, 그가 사도들은 아닐 것으로 보는 견해가 있고, 라자로로 해석하는 견해와 사도 토마스로 해석하는 견해도 있다.

## 같이 보기
- 요한 복음서 3장 16절
- 요한 복음서 18장 38절 (en) - 예수의 무죄를 나타나는 여러 성경 구절, 유월절의 양이 희생하는 것을 비유
- 간음한 여인과 예수 (en) - 예수가 유대인에게 처형당하던 간음한 여인을 용서한 일화이다. 원래의 사본에는 없어서 논란이 있다.